# Salto Yutajé
El Salto Yutajé (Cascades de Yutajé) és una de les caigudes d'aigua més importants de Veneçuela, localitzada específicament a la regió de la Guaiana veneçolana, al nord de l'estat de l'Amazones, en el municipi Manapiare. Es tracta d'unes cascades bessones, que es creen en el caño yutajé. Amb 715 metres d'altura és la segona més alta del país, després del Salto Ángel.
Des del 2 de novembre de 1990 forma part del Monument Natural Serranía Yutaje Coro-Coro.
Reben el seu nom del riu Yutajé i el turó Yutajé, que en el dialecte indígena local, significa «escuma del riu».